# Marietta Robusti
Marietta Robusti, detta la Tintoretta (Venezia, 1554 circa – Mantova, 1590), è stata una pittrice italiana.

## Biografia
La veneziana Marietta Robusti, detta “la Tintoretta”, era la primogenita di Jacopo Robusti, il Tintoretto. Era nata (nel 1554 o nel 1560) da una relazione, precedente al matrimonio con Faustina Episcopi, con una donna di origine tedesca, il cui nome sembra fosse Cornelia, e che morì quando Marietta era ancora piccola. La bambina fu molto amata dal padre, che fin da piccola accompagnava in bottega vestita da maschietto. Il padre la portava con sé ovunque, le insegnò l'arte di dipingere e disegnare, facendone la sua maggiore collaboratrice, che l'assistette in varie opere. Oltre che pittrice Marietta fu una musicista, sia strumentale sia vocale ed ebbe come maestro Giulio Zacchino. Famoso è il suo autoritratto con madrigale del 1578, ora conservato presso la Galleria degli Uffizi.
Valente ritrattista, fu richiesta come pittrice di corte sia da Filippo II, re di Spagna (il quale ebbe altre ottime donne artiste alla sua corte, come per esempio Sofonisba Anguissola, un’altra famosa pittrice italiana), che da Massimiliano II d'Austria. Il padre, tuttavia, non la lasciò partire e cercò, anzi, di farla sposare molto giovane, pensando magari di sistemarla e di dare un po' di serenità alla sua vita, in modo che potesse continuare a fare la sua arte. La maritò piuttosto frettolosamente con un gioielliere tedesco, Marco Augusta (il matrimonio venne celebrato fra maggio e novembre 1578); i due ebbero una figlia, Orsola Benvenuta, che fu battezzata 9 aprile 1580.
Marietta morì all'età di circa trent'anni, non si sa se di parto o per un tumore, mentre si trovava a Mantova assieme al padre Jacopo, ospite del Duca. È tumulata a Venezia, nella chiesa della Madonna dell'Orto, dove in seguito sono stati sepolti anche il padre e il fratello Donato.

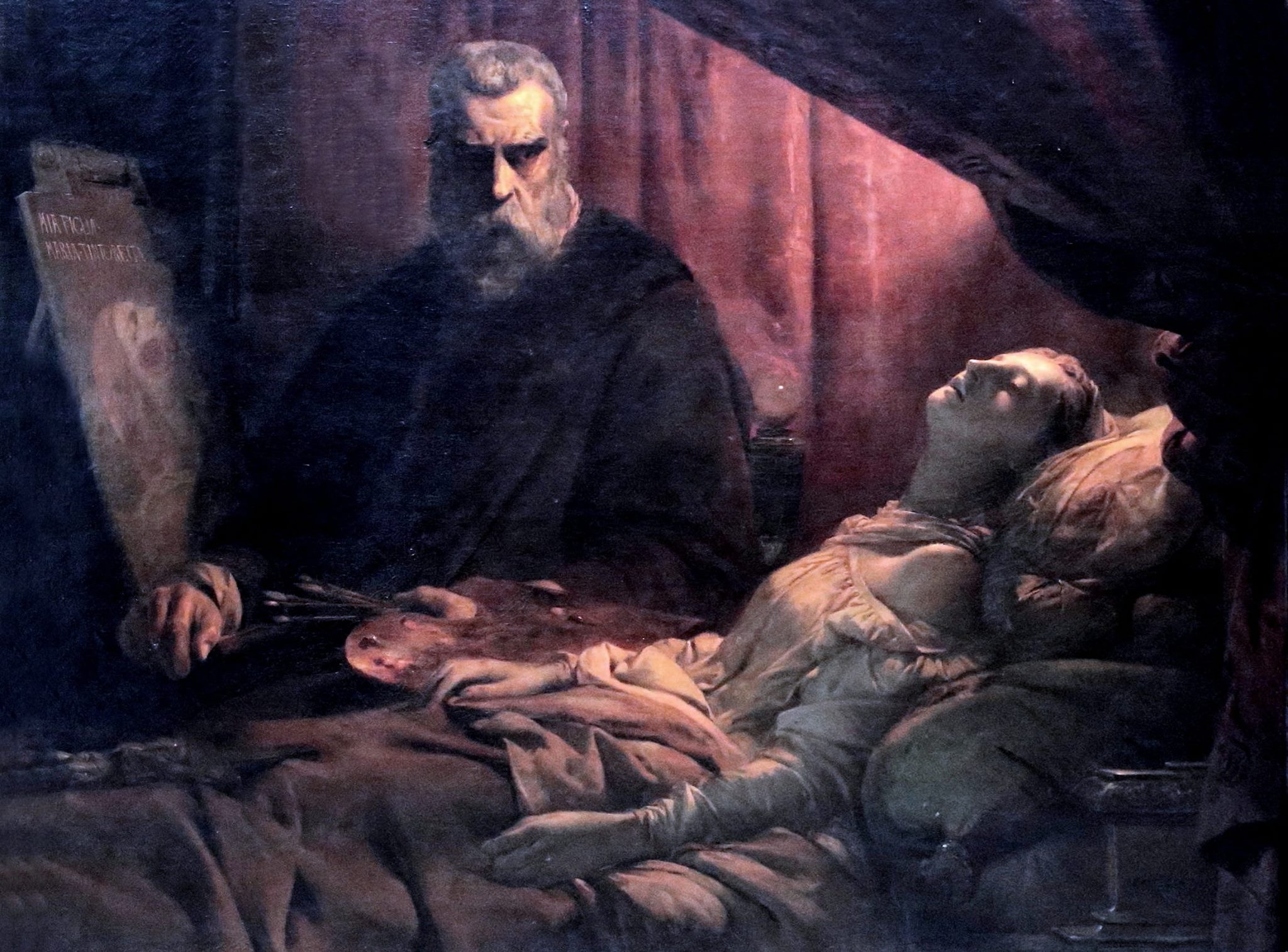
Léon Cogniet, Tintoretto ritrae la figlia sul letto di morte, 1843 circa, olio su tela, 37,5x46 cm, Musée des Beaux-Arts (Bordeaux)

La leggenda che Jacopo avesse ritratto la figlia sul letto di morte ebbe un certo fascino in epoca romantica: la scena fu anche soggetto di alcuni dipinti di cui il più noto è quello di Léon Cogniet.

## La produzione artistica

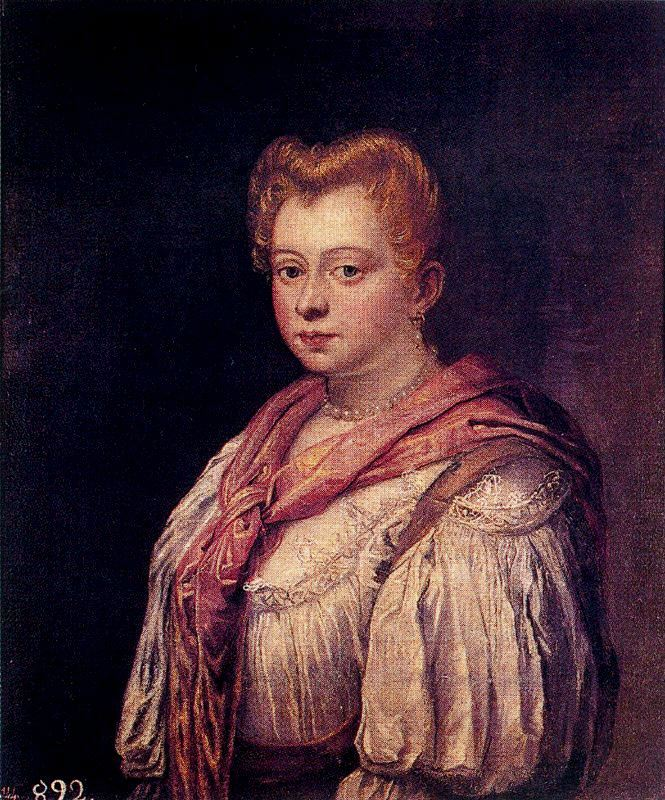
Ragazza veneziana,
Museo del Prado

A Marietta Robusti non sono attribuite molte opere, forse perché alcune delle sue sono invece attribuite ai più famosi padre e fratello (Domenico). Visti i costumi dell'epoca è ragionevole ipotizzare che collaborasse attivamente nella bottega di Jacopo. Carlo Ridolfi, nel suo famoso saggio sui pittori veneti, le dedica un capitolo e afferma che fu autrice di numerosi ritratti di dame e gentiluomini veneziani. Le attribuisce il ritratto di Jacopo Strada, architetto e antiquario famoso per i suoi lavori per l'imperatore Massimiliano II. Quadro generalmente a lei riconosciuto è l'Autoritratto con madrigale degli Uffizi. Altra opera a lei attribuita è un olio su tela rappresentante una figura femminile, forse un autoritratto, alla Galleria Borghese di Roma. Al Museo del Prado è catalogato come suo un ritratto di Dama veneziana. 
Il rinnovato interesse per la sua figura ha portato gli storici dell'arte a rivedere la produzione del padre o comunque uscita dalla sua bottega per cercare d'individuare eventuali opere da lei realizzate.

## Nella cultura di massa
- La lunga attesa dell'angelo, romanzo storico sulla figura della Tintoretta, di Melania Mazzucco, Rizzoli 2008.